# ミラマール城

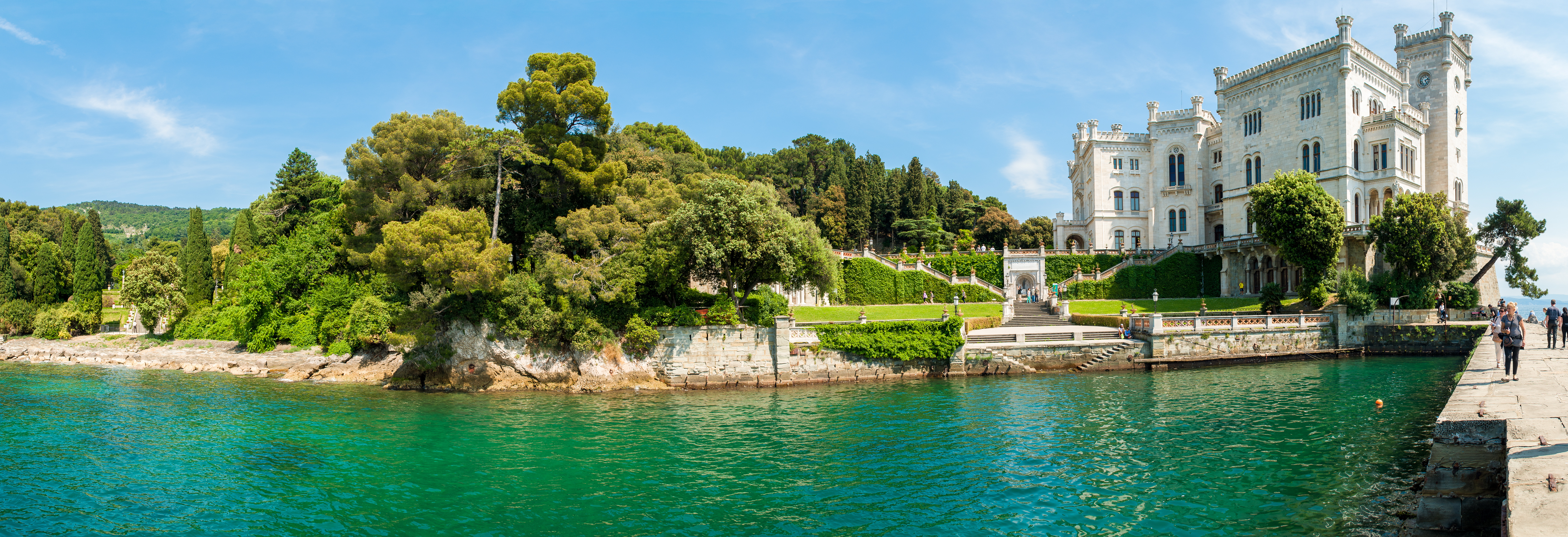
現在のミラマール城と周囲の景観

ミラマール城（ドイツ語: Schloss Miramare、イタリア語: Castello di Miramare）は、現在のイタリア共和国トリエステ近郊にあるハプスブルク家の城館。1856年から1860年にかけて、当時はオーストリア領であったこの地に、オーストリア皇帝フランツ・ヨーゼフ1世の弟であるマクシミリアン大公（のちにメキシコ皇帝）によって築かれた。設計はオーストリアの建築家、カール・ユンカーによる。

## 概要

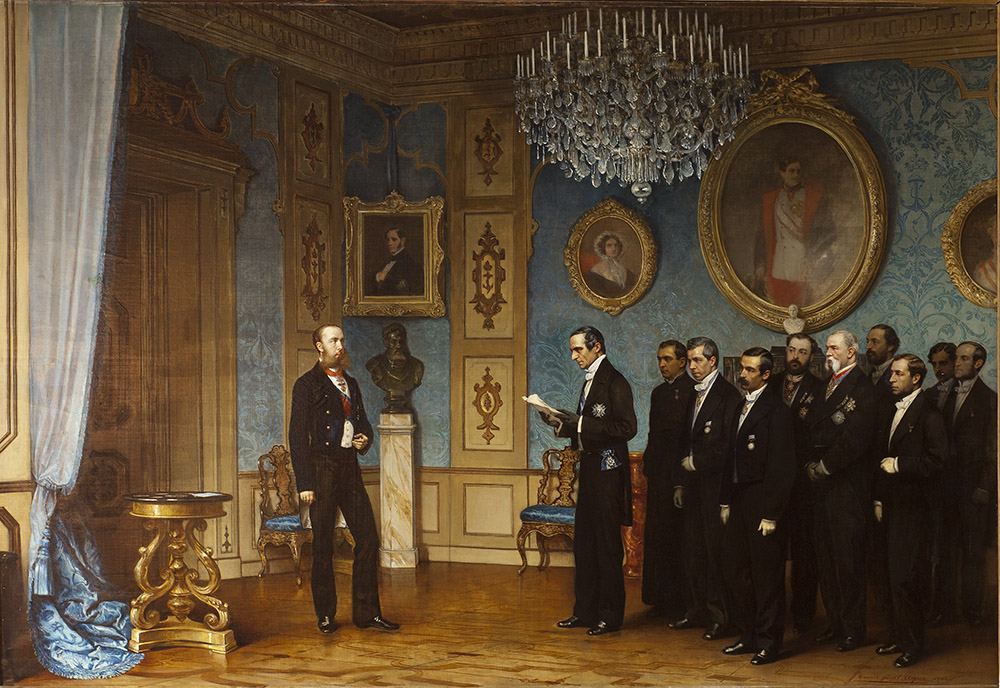
ミラマール城でメキシコ帝冠を受諾するマクシミリアン大公

ロンバルド＝ヴェネト王国の副王を解任されたマクシミリアン大公は、無役のままトリエステに隠棲することを決意し、アドリア海に面した断崖の上に自らの居館を築いた。あらゆる建築様式が雑然と取り入れられ、内部には中国や日本の部屋まである。
マクシミリアン大公はこの城館で、フランス皇帝ナポレオン3世からの申し出を受け、メキシコ皇帝となることを決意した。
城付近のプロセッコ、コントヴェッロ、サンタ・クローチェおよびバルコーラのトリエステ湾沿岸にはカルスト地形が多い。石灰岩の岬と崖、砂浜、干潟がある海域と海岸にはアマモ、キュモドケア・ノドサ、褐藻のFucus virsoides、ヨーロッパヒメウ、Eriphia verrucosa、ヨーロッパロブスター、ヨーロピアンシーバス、タツノオトシゴのHippocampus hippocampusなど多様な生物が生息している。内陸部のカルスト高原と海の間の斜面にはヨーロッパクロマツの森林、草地、オリーブ園とブドウ園がある。1979年に一帯はユネスコの生物圏保護区に指定された。